# Роял Сінема
Роял Сінема (англ. The Royal Cinema) — це кінозал у стилі стримлайн-модерн та багатофункціональний простір для проведення заходів, розташований за адресою: Клінтон-авенью, Літл Італі, Торонто, Онтаріо, Канада.  

## Історія та походження назви
Будівлю було зведено у жовтні 1939 році з ініціативи відомої піонерки канадського кінематографу міс Рей Левінскі. Архітектором театру був Бенджамін Шварц, який спроектував стару лікарню Маунт-Сінай на Йорквіль-авеню, а також багато будинків, фабрик і житлових будинків по всьому Торонто. Фасад другого поверху прикрашений пілястрами у стилі стримлайн-модерн, виконаними з тесаної цегли чи каменю, з характерним ступінчастим завершенням. Між ними було встановлені вікна другого поверху. Сьогодні театр зберіг свій оригінальний шатер, хоча вивіску над ним було змінено. Після завершення процесу будування споруда носила назву Toronto Pylon Theatre. Причина вибору назви Пілон невідома, але існує припущення, що у стародавньому Єгипті так називали вхід у великий храм. Таким чином Рей Левінскі хотіла надати відвідувачам відчуття перебування у значущому місці. Окрім кіносеансів, тут також функціонували роликовий каток у задній частині будівлі та танцювальний зал на другому поверсі.   
Наприкінці 1950-х кінотеатр придбав власник бару Cafe Diplomatico на Коледж-стріт - Рокко Мастранжело. Після цього тут почали показувати переважно італійські кіно-стрічки. Після ребрендингу та зміни назви на «Золоту принцесу» (The Golden Princess), у кінотеатрі почався показ азіатських фільмів. У 1997 році через загрозу знесення будівлі компанія Festival Cinema викупила кінотеатр, витративши 200.000 доларів на ремонт та перейменувавши його на The Royal Cinema.
У 2005 році The Royal Cinema стала об'єктом культурної спадщини Торонто.  

## Сьогодення
Однак поступове зниження відвідуваності призвело до закриття кінотеатру. У грудні 2007 року його викупила компанія Theatre D за 2,2 мільйона доларів. Вже 15 грудня театр у стилі арт-деко відновив свою вечірню програму показом стрічки «Війна мавп» режисера Реджа Харкеми. У межах реконструкції компанія Theatre D облаштувала чотири монтажні кімнати, нову проекційну кабіну, оновила акустичну систему до формату 5.1 та повернула фойє вигляд, наближений до його оригінального стилю 1939 року.  Під час ремонту, поряд із відновленням мозаїчної плитки, робітники виявили відбитки в бетоні та автограф британської акторки Анни Нігл, яка зіграла королеву Вікторію у фільмі «Вікторія Велика» (1937). Нині Роял Сінема функціонує як студія постпродакшену для кіно- та телевізійних проектів. У приміщенні регулярно проходять кінофестивалі, зокрема Кінофестиваль Європейського Союзу, Міжнародний кінофестиваль «Карибські історії» та Тиждень японського кіно. Крім того, будівля театру з'являється у кількох кінострічках, серед яких ірландсько-канадський фільм «Дружба і ніякого сексу?» (2013) та «Любить чи не любить?» (2011).